# Dallas Clark
Dallas Dean Clark (Sioux Falls, 12 giugno 1979) è un ex giocatore di football americano statunitense che ha militato nel ruolo di tight end per la maggior parte della carriera con gli Indianapolis Colts della National Football League (NFL).

## Carriera
Al college Clark giocò a football con gli Iowa Hawkeyes dal 1999 al 2002, venendo premiato come All-American e vincendo il John Mackey Award come miglior tight end nel college football. Fu scelto dagli Indianapolis Colts nel corso del primo giro (24º assoluto) del Draft NFL 2003. Nella sua stagione da rookie disputò come titolare 10 partite prima di rompersi una gamba contro i New England Patriots. Nel 2006 Clark disputò 11 partite come titolare prima di infortunarsi al ginocchio. Tornò nei playoff dove collezionò 17 ricezioni per 281 yard nella vittoriosa cavalcata dei Colts che conquistarono il Super Bowl XLI contro i Chicago Bears. L'anno seguente superò i record stagionali di franchigia per un tight end appartenenti a John Mackey per ricezioni e touchdown su ricezione. L'anno seguente superò sempre Mackey per il record stagionale di yard ricevute. Nel 2009 divenne il secondo tight end della storia a ricevere 100 passaggi in una stagione, venendo premiato con la convocazione per il Pro Bowl e inserito nel First-team All-Pro dall'Associated Press. Fu svincolato nel marzo 2012.
Clark firmò un contratto di un anno con i Tampa Bay Buccaneers il 21 marzo 2012.  Concluse l'unica stagione in Florida con 47 ricezioni per 435 yard e 4 touchdown. L'anno seguente, l'ultimo della carriera, lo trascorse con i Baltimore Ravens.

## Palmarès

### Franchigia
- Super Bowl : 1

Indianapolis Colts: Super Bowl XLI
- American Football Conference Championship: 2

Indianapolis Colts: 2006, 2009

### Individuale
- Convocazioni al Pro Bowl: 1

2009
- First-team All-Pro: 1

2009